# О театре марионеток
«О театре марионеток» (нем. Über das Marionettentheater) — эссе немецкого писателя Генриха фон Клейста, впервые опубликованное в четырёх выпусках издания Berliner Abendblättern 12—15 декабря 1810 года. Автор здесь сформулировал парадокс несовместимости грации и сознания, ставший впоследствии знаменитым.
Эссе написано в формате диалога автора с человеком, управляющим марионетками в кукольном театре. Автор поражён той грацией, с которой двигаются куклы, и собеседник объясняет ему, что управление куклами — совершенно бессознательный процесс.
Первые читатели увидели в эссе Клейста в первую очередь критику Берлинского королевского национального театра и его руководителя Августа Вильгельма Иффланда. Эссе было заново открыто в 1910 году исследовательницей Ханной Хельман, доказавшей значимость этого произведения для понимания творчества Клейста.